# John Komnenos Vatatzes
Johannes Komnenos Vatatzes, ( græsk: Ἰωάννης Κομνηνὸς Βατάτζης, Iōannēs Komnēnos Vatatzēs ), eller blot Johannes Komnenos eller Johannes Vatatzes (oversættelsen 'Batatzes' er også brugt i kilderne) var en fremtrædende militær og politisk skikkelse i Det østromerske rige under Manuel 1. Komnenos og Alexios 2. Komnenos. Han blev født c. 1132 og døde af naturlige årsager under det oprør, han ledte mod Andronikos 1. Komnenos i 1182.

## Baggrund og familie
Johannes Komnenos Vatatzes var søn af sebastohypertatos Theodore Vatatzes og porphyrogenita - prinsessen Eudokia Komnene, datter af kejser Johannne 2. Komnenos og hans kejserinde Eirene af Ungarn.  Theodor Vatatzes var en af de 'nye mænd', der blev opløftet af Johannes 2.; Vatatzes -familien blev ikke tidligere regnet blandt de fremmeste i det byzantinske aristokrati, selvom de længe havde været fremtrædende i regionen omkring byen Adrianopel i Thrakien.
Johannes forældre giftede sig i 1131, og han blev født kort tid efter, sandsynligvis ca. 1132.  Johannes havde en bror, Andronikos, der var også en fremtrædende generelt - han førte en hær mod byen Amaseia i 1176 og blev dræbt af Seldsjukkerne ; de viste hans afhuggede hoved under slaget ved Myriokephalon kort tid efter. Han havde en anden bror ved navn Alexios.  Johannes kone hed Maria Doukaina, og de havde to sønner, Alexios og Manuel.  Sidstnævnte blev opkaldt efter Johns onkel, kejser Manuel, som Johannes var meget hengiven til - i en sådan grad at Johannes tolererede et kærlighedsforhold mellem kejseren og hans egen søster, Theodora.

## Militær karriere i Manuel 1.'s regeringstid
Johannes Komnenos Vatatzes dukker op i samtidige kilder som højtstående general i 1170'erne; det er sikkert, at han tjente i mindre militær kapacitet, men ingen levninger af hans aktiviteter har overlevet. Han havde utvivlsomt en militærlæreplads under sin far Theodor, også en fremtrædende general, der påtog sig belejringen af Zemun på den ungarske grænse i 1151 og erobrede byen Tarsus i Kilikien i 1158.
I 1176 forsøgte kejser Manuel 1. Komnenos at ødelægge sedajuksultanatet i Rûm, men blev besejret ved Myriokefalon. Efter en våbenhvile, hvilken lod den byzantinske hær at trække sig tilbage fra tyrkisk territorium, undlod Manuel at gennemføre alle betingelser, især ødelæggelsen af grænsefæstninger, som seldsjuksultanen Kilij Arslan II havde krævet som forudsætning for et ophør af fjendtlighederne.   Fæstningen Soublaion blev revet ned, men det mere betydningsfulde fæstningsværk i Dorylaion bestod. Sultanen reagerede ved at sende en betragtelig rytterhær, der talte omkring 24.000 mand, for at hærge det byzantinske område i Meanderdalen i det vestlige Anatolien. Johannes Komnenos Vatatzes blev betroet kommandoen over en byzantinsk hærstyrke og begav sig fra Konstantinopel med instruktioner om at stoppe seldsjukkerne. Med sig havde Vatatzes generalerne Konstantin Doukas og Michael Aspietes som underordnede. Det lykkedes Vatatzes at forstærke sin styrke gennem hvervning af lokale tropper, mens hærstyrken bevægede sig gennem byzantinsk territorium.
Vatatzes fangede seldsjukhæren, da den var på vej tilbage til tyrkisk territorium lastet med bytte fra plyndrede byer. Vatatzes lagde hæren i position til et klassisk baghold, som blev udløst, da tyrkerne var i færd med at krydse Meander-floden, nær bebyggelserne Hyelion og Leimocheir. Seldsjukhæren var mere eller mindre ude af stand til at forsvare sig selv og blev knust; den byzantinske historiker Niketas Choniates beretter, at kun få ud af mange tusinde slap væk. Seldsjukkernes leder, der havde titlen 'Atabeg', blev dræbt, da han forsøgte at kæmpe sig ud af fælden. Slaget var en betydelig sejr for byzantinerne, og det understregede, hvor begrænset de umiddelbare konsekvenser af nederlaget ved Myriokefalon var på rigets greb om dets anatolske besiddelser. Den byzantinske sejr blev fulgt op af straffeekspeditioner mod turkmenske nomader bosat omkring den øvre del af Meanderdalen.

## Alexios II og oprør
Vatatzes nævnes igen i kilderne i 1182, med et meget højt embede: han var både megas domestikos, øverstbefalende for den byzantinske hær og guvernør for det vigtige tema (provins) Thrakien .   Byen Adrianopel var både sæde for provinsen Thrakien og centrum for Vatatzes-familiens besiddelser, og Johannes skænkede byen både fine almissehuse og hospitaler. 
Efter kejser Manuel I's død i 1180 efterfulgtes hans af sin søn, Alexios II Komnenos . Da Alexios var barn, blev magten overladt til hans mor, kejserinden Maria af Antiokia . Hendes styre viste sig upopulær, især hos aristokratiet, der ærgrede sig over hendes latinske (vestlige) oprindelse. Da Manuels fætter Andronikos Komnenos (Andronikos I) stræbte efter magten i begyndelsen af 1182, skrev han til Johannes Vatatzes i et forsøg på at få hans støtte. Vatatzes anså dog Andronikos som en potentiel tyran og skrev tilbage i fornærmende vendinger. Vatazes' fætter Andronikos Kontostephanos, øverstbefalende for flåden, blev imidlertid overtalt og spillede en central rolle i at lade Andronikos' styrker trænge ind i Konstantinopel. Da han var ved magten, beviste Andronikos Komnenos, at han virkelig havde en tyrannisk karakter og et stærkt ønske om at bryde magten og indflydelsen hos de byzantinske adelsfamilier.
På det tidspunkt er Vatatzes bosiddende i nærheden af Philadelphia i det vestlige Anatolien; formodentlig var han blevet afskediget fra sine embeder. Som medlem af den kejserlige familie og en respekteret og succesrig general, havde han ingen problemer med at rejse en betragtelig hær, da han åbent gjorde oprør mod det nye regime. Vatatzes fremstilte Andronikos som en "dæmonisk modstander", der "havde til hensigt at udrydde den kejserlige familie." Den anden beskyldning skulle vise sig at være en korrekt vurdering.
Andronikos sendte generalen Andronikos Lampardas (eller Lapardas) mod Vatatzes med en stor hærstyrke. Vatatzes, der var blevet alvorligt syg, mødte Lampardas' hær nær Philadelphia. Han instruerede først sine sønner Manuel og Alexios i, hvordan de skulle opstille hæren, derefter lod han sig bære til en bakke, hvor han kunne observere slaget fra en bærestol . Vatatzes 'styrker sejrede, og Lampardas' flygtende tropper blev forfulgt et stykke vej. Et par dage senere, den 16. maj 1182, døde Vatatzes. Uden hans ledelse brød oprøret hurtigt sammen, og Vatatzes' sønner flygtede til seldsjukkernes sultan. Under deres forsøg på at komme til Sicilien ad søvejen, led de skibbrud på Kretas kyst og blev taget til fange. De blev derefter blindet på ordre fra Andronikos I. Andronikos betragtede Vatatzes 'død som guddommelig forsyn, og det opmuntrede ham til at erklære sig selv som kejser sammen med Alexios 2., som blev myrdet kort efter.

## Eftermæle
John Komnenos Vatatzes er en af de få personer, hvis karakter beskrives med uforbeholden beundring i den byzantinske historiker Niketas Choniates værker.